# Torreta Tucker

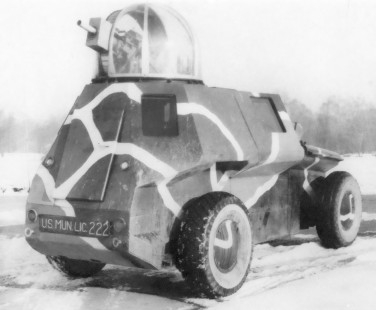
El vehículo de combate blindado Tucker. Tenga en cuenta la torreta Tucker.

La torreta Tucker era una torreta de desplazamiento rápido accionada eléctricamente, ampliamente descrita habiendo sido montada en bombarderos de la Segunda Guerra Mundial y en algunos vehículos terrestres y pequeños buques de guerra como los barcos PT de la Armada de los EE. UU. El industrialista estadounidense Preston Tucker desarrolló por primera vez esta torreta para el, aún experimental, Coche Blindado Tucker en 1938.
Steve Lehtoen su biografía de Tucker, afirma que es un error pensar que la torreta de Tucker fuese ampliamente utilizada en los bombarderos estadounidenses durante el transcurso de la guerra.  Afirma que varios fabricantes recibieron contratos para desarrollar distintas torretas para diversos aviones, y que la empresa de Tucker estaba encargada de fabricar torretas para el Douglas B-18 Bolo. Al final, ninguna torreta de Tucker fue instalada en ningún bombardero.
Cuando Preston Tucker estaba siendo investigado por la Comisión de Bolsa y Valores de los Estados Unidos, preparó y mostró a los miembros de la Comisión una película de treinta minutos titulada Tucker: The Man and his Car. Lehto y Jay Leno describieron al narrador de dicha película "hablando con entusiasmo" sobre Tucker y señalaron: "Una breve sección, sobre sus esfuerzos en tiempos de guerra para crear el Tucker Combat Car, presentó la Tucker Turret y puede haber sido la fuente del mito de que sus torretas fueron ampliamente utilizadas durante la guerra."
Una película biográfica de Hollywood sobre Tucker abordó la creación de la torreta por parte de Tucker, lo que llevó a los críticos a describir el diseño de la torreta como "increíblemente ergonómico, efectivo y conveniente".